# Suport d'una probabilitat
Sigui {\displaystyle (\Omega ,{\mathcal {A}},P)} un espai de probabilitat. S'anomena suport de la probabilitat {\displaystyle P} a qualsevol esdeveniment {\displaystyle A\in {\mathcal {A}}} tal que {\displaystyle P(A)=1}. Naturalment, sempre interessa considerar el suport més petit possible, ja que ens proporcionarà més informació sobre la probabilitat.
En el cas que {\displaystyle \Omega =\mathbb {R} } i {\displaystyle {\mathcal {A}}={\mathcal {B}}(\mathbb {R} )} la {\displaystyle \sigma }-àlgeba de Borel sobre {\displaystyle \mathbb {R} }, també s'utilitza el suport tancat que és el conjunt tancat més petit que és un suport de {\displaystyle P}. El suport tancat està format per tots aquells punts {\displaystyle x\in \mathbb {R} } tals que qualsevol entorn {\displaystyle U} seu compleix {\displaystyle P(U)>0}. Equivalentment, si {\displaystyle F} és la funció de distribució de {\displaystyle P}, el suport és el conjunt dels {\displaystyle x\in \mathbb {R} } tals que per tot {\displaystyle \varepsilon >0}, {\displaystyle F(x+\varepsilon )-F(x-\varepsilon )>0.} Els punts del suport tancat s'anomenen punts de creixement de {\displaystyle F}.
La noció de suport tancat es pot estendre a mesures definides en un espai topològic. Sigui {\displaystyle (E,{\mathcal {B}},\mu )} un espai de mesura on {\displaystyle E} és un espai topològic i {\displaystyle {\mathcal {B}}} la {\displaystyle \sigma }-àlgeba de Borel associada. S'anomena suport de {\displaystyle \mu } al menor conjunt tancat {\displaystyle C} tal que {\displaystyle \mu (E\backslash C)=0}. Es demostra que si {\displaystyle E} és metritzable i separable, el suport de {\displaystyle \mu } sempre existeix.